# Locrien (dialecte)
Le locrien est un dialecte grec ancien qui était parlé par les Locriens de Locride, en Grèce centrale. Il appartient à la branche dialectale du grec du nord-ouest. Les Locriens étaient divisés en deux tribus, les Locriens d'Ozolie et les Locriens d'Opuntie, ainsi le dialecte locrien peut également être divisé en deux branches, les Ozoliens et les Opuntiens respectivement. Les traits des deux dialectes ont été décrits par Wilhelm Dittenberger, éditeur du projet Inscriptiones Graecae. Contrairement à d'autres variétés du nord-ouest, qui ne sont pas aussi bien connues d'un point de vue dialectal, le locrien, avec le phocien, est généralement considéré comme un dialecte bien attesté et reconnaissable.

## Le locrien ozolien
- Datif pluriel de la troisième déclinaison en -οις (-ois) au lieu de -σι (-si), un trait du Nord-Ouest, par exemple pantois  — tous les pasi, méionois — méiose.
- L'adjectif dipleios au lieu de diplous.
- L'assimilation de κ (k) dans la préposition ἐκ, ek avec la première consonne du mot suivant, par exemple du port (e(l) limenos) — du port (ek limenos).
- La préposition κατα (kata) gouverne le génitif plutôt que l'accusatif, par exemple. tel qu'il est — tel qu'il est.

## Le locrien opuntien
- Datif pluriel de la troisième déclinaison en -εσσι (-essi) au lieu de -οις (-ois), un trait éolien que l'on retrouve également dans le dialecte phocien, par ex. kephalanessi, chrêmatessi.
- L'infinitif en -εν (-en) au lieu de -ειν (-ein), par exemple anagraphen — avec l'orthographe anagraphein.
- Les noms patronymiques sont, selon le nom qu'ils définissent, un trait éolien, par exemple Danais Nikotelia  — Danais Nikotelous.
- La préposition κατα (kata) gouverne le génitif plutôt que l'accusatif, par exemple. tel qu'il est — tel qu'il est.

## Glossaire
- δείλομαι deilomai, vouloir (locrien et delphien) (attique boulomai) (coan dêlomai) (dorique bôlomai) (thessalien bellomai).
- ϝέρρω Werrô, va-t'en (attique errô) (Hsch. fugitif qui aboie, évasion qui aboie).
- Ϝεσπάριοι Λοϟροὶ Wesparioi Lokroi, Locriens épizéphyriens (occidentaux) en Calabre (attique hesperios du soir, occidental, dorien wesperios) (cf. latin vesper) IG IX,1² 3:718.
- Λοϟροὶ τοὶ ͱυποκναμίδιοι Lokroi toi hypoknamidioi (Attic Lokroi hoi hypoknemidioi) Locriens hypoknémidiens ; sous le mont Knemis IG IX,1² 3:718.
- ὀπλίαι opliai lieux où les Locriens comptaient leur bétail.